# مايك أوكونيل
مايك أوكونيل (بالإنجليزية: Mike O'Connell)‏ هو لاعب هوكي الجليد أمريكي، ولد في 25 نوفمبر 1955 في شيكاغو في الولايات المتحدة.

## وصلات خارجية
- مايك أوكونيل على موقع دوري الهوكي الوطني (الإنجليزية)
- مايك أوكونيل على موقع قاعة مشاهير الهوكي (لاعب أن.إتش.أل) (الإنجليزية)
- مايك أوكونيل على موقع EliteProspects.com (الإنجليزية)
- مايك أوكونيل على موقع HockeyDB.com (الإنجليزية)
- مايك أوكونيل على موقع Hockey-Reference.com (الإنجليزية)